# Вулиця Богдана Хмельницького (Тернопіль)
Вулиця Богдана Хмельницького — одна з вулиць у середмісті Тернополя. Названа на честь гетьмана Богдана Хмельницького. Довжина — приблизно 800 м, напрямок — з півдня на північ.
Починається від перехрестя з вулицею Руською та Миколи Гоголя і закінчується кільцевим перехрестям з вулицями Соломії Крушельницької та Родини Барвінських. 
До вулиці Богдана Хмельницького з лівої сторони прилучаються вулиці В'ячеслава Чорновола та Качали. По правій стороні вулиці розташований Привокзальний майдан з головним залізничним вокзалом міста.

## Історія
Вулиця Богдана Хмельницького тягнеться між двома залізничними мостами. Це давня Студенна, що поділялась на Середню, Вищу і Нижчу. Існувала вона вже на час прокладання залізничної колії у Тернополі. Студенна Середня стала вулицею Бродзінського, а Вища — Кохановського. У 1948 році ці вулиці названі іменем Кагановича, в 1953 р. колишня Бродзінського стала Залізничною, а Кохановського — Берії. З 1957 року побутує сучасна назва об'єднаних в одну вулиць — Богдана Хмельницького. Давня Студенна Нижча — тепер вулиця Миколи Гоголя.
У 1911 році на порожньому місці біля станційного майдану, на вулиці Бродзінського, визначено місце для будівництва трьох будинків для залізничників. У той час в місті вже 400 родин працівників колії. У 1912 р. розпочалось будівництво, а 2 грудня 1913 р. було освячено новозбудовані кам'яниці. До сьогодні ці будинки-близнюки стоять з правого боку від Привокзального майдану.
У будинку, де тепер Галицький коледж, містилась приватна жіноча гімназія із правами «прилюдності» (тобто прирівнювалась в правах до державної). Цей приватний навчальний заклад для дівчат створений у 1920/1921 навчальному році як реальна гімназія. З квітня 1928 р. — це приватна жіноча гімназія Софії Ленкевич ім. Марії Конопніцької. Жіноча середня школа переходить у новозбудоване гарне приміщення, освячення якого відбулося 15 травня 1935 року. У 1935 р. жіноча приватна гімназія припиняє свою діяльність. Діяла тут і народна жіноча школа ім. Е. Ожешко. Початок її діяльності датується 1910/11 навчальним роком. У це ж приміщення з вулиці Косцюшка в кінці 30-х рр. XX ст. перейшла жіноча школа ім. Гофманової. У 1938 році цей будинок купила міська рада.
На вулиці також працювали представництва транспортних еміграційних компаній «Gunard Line», «Red Star Line» та «White Star Line». На Бродзінського був представлений круп'яний млин «Татарчанка».
Адресу Кохановського, 11 (тепер Б. Хмельницького, 25-27) добре знали у Тернополі, тут працювала міська електрівня. Приміщення цієї електрівні спорудили у 1898 році. Міська влада надавала Віденській фірмі 42-річну концесію на збудований об'єкт. 15 лютого 1901 року комісія «Товариства електричного освітлення у Відні» здала об'єкт міській владі. Але все-таки траплялись деякі недоробки, міська влада домагалась їх усунення і штрафувала Товариство. З 1—3 липня 1907 року підприємство було передане електричній субкомісії міської ради та стало громадською власністю. У роки Першої світової війни електрівні завдали значної шкоди, але у післявоєнний час її відбудували. У 20—30 роках XX ст. тут діяло 4 мотори та працювало 40 робітників. Модернізована електростанція функціонувала ще й після Другої світової, тепер тут — одна з міських котелень.

## Транспорт
Вулиця є однією з найінтенсивніших магістралей міста. Дорожнє покриття від початку до кінця вулиці — асфальт.
На вулиці розміщені три зупинки громадського транспорту:
- вул. Богдана Хмельницького — автобусні маршрути №24, 26, 26А, 28, тролейбус №7.
- Залізничний вокзал — автобусні маршрути №14, 15, 16, 19, 20, 20А, 22, 22А, 27, 30, 35, 36, 39, тролейбуси №3, 5, 6, 8, 9.
- Галицький коледж — автобусні маршрути №16, 20, 20А, 22, 22А, 24, 25, 26, 26А, 27, 28, 30, 35, тролейбуси №3, 6, 7, 8, 9.

## Пам'ятки
Чотири житлові будинки на вулиці Богдана Хмельницького внесені до реєстру пам'яток архітектури місцевого значення:
- вул. Б. Хмельницького, 14 (охоронний номер 300-М)
- вул. Б. Хмельницького, 17 (охоронний номер 1991-М)
- вул. Б. Хмельницького, 31 (охоронний номер 2026-М)
- вул. Б. Хмельницького, 33 (охоронний номер 2027-М)

## Галерея

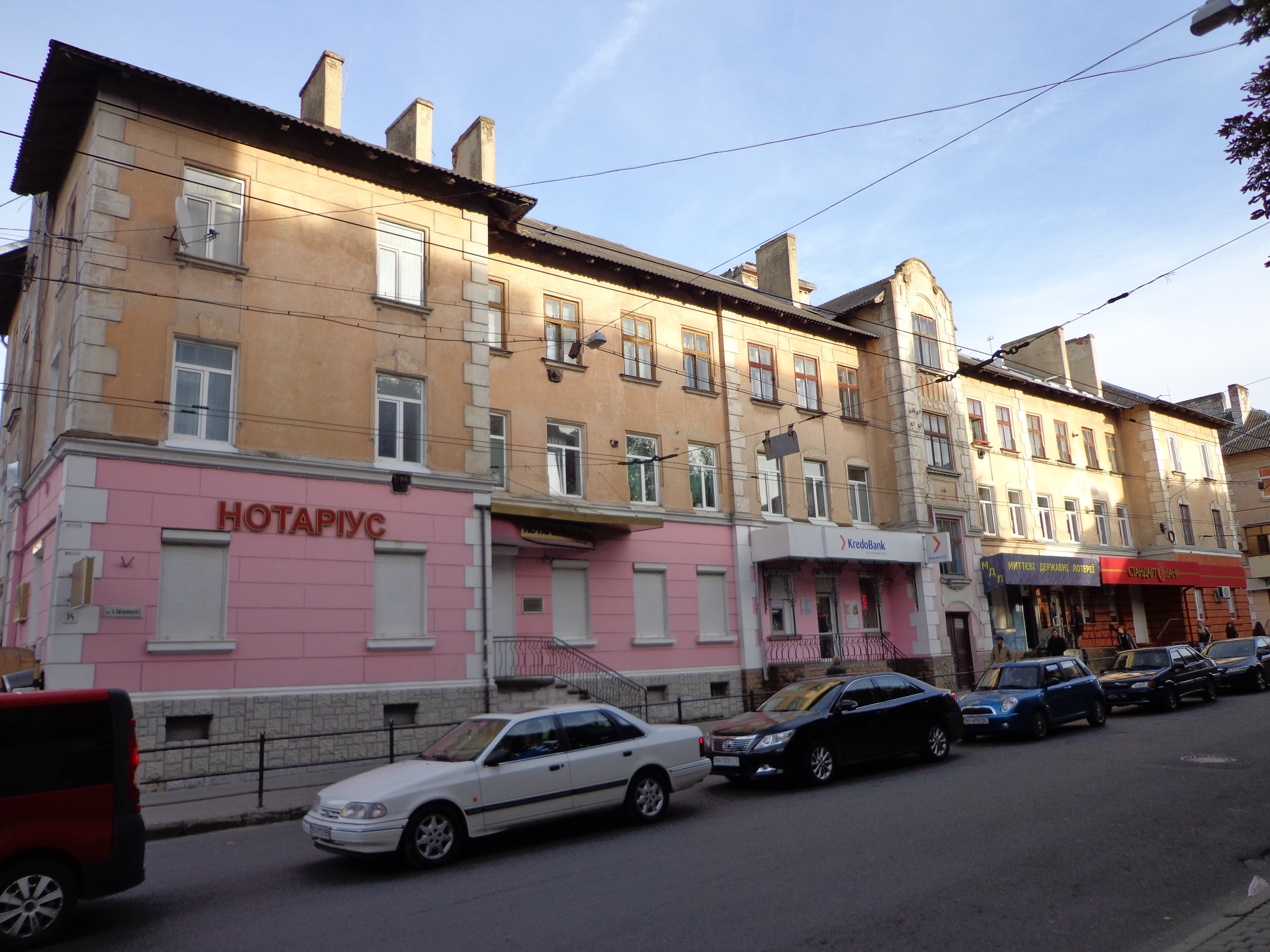
Вул. Б. Хмельницького, 14
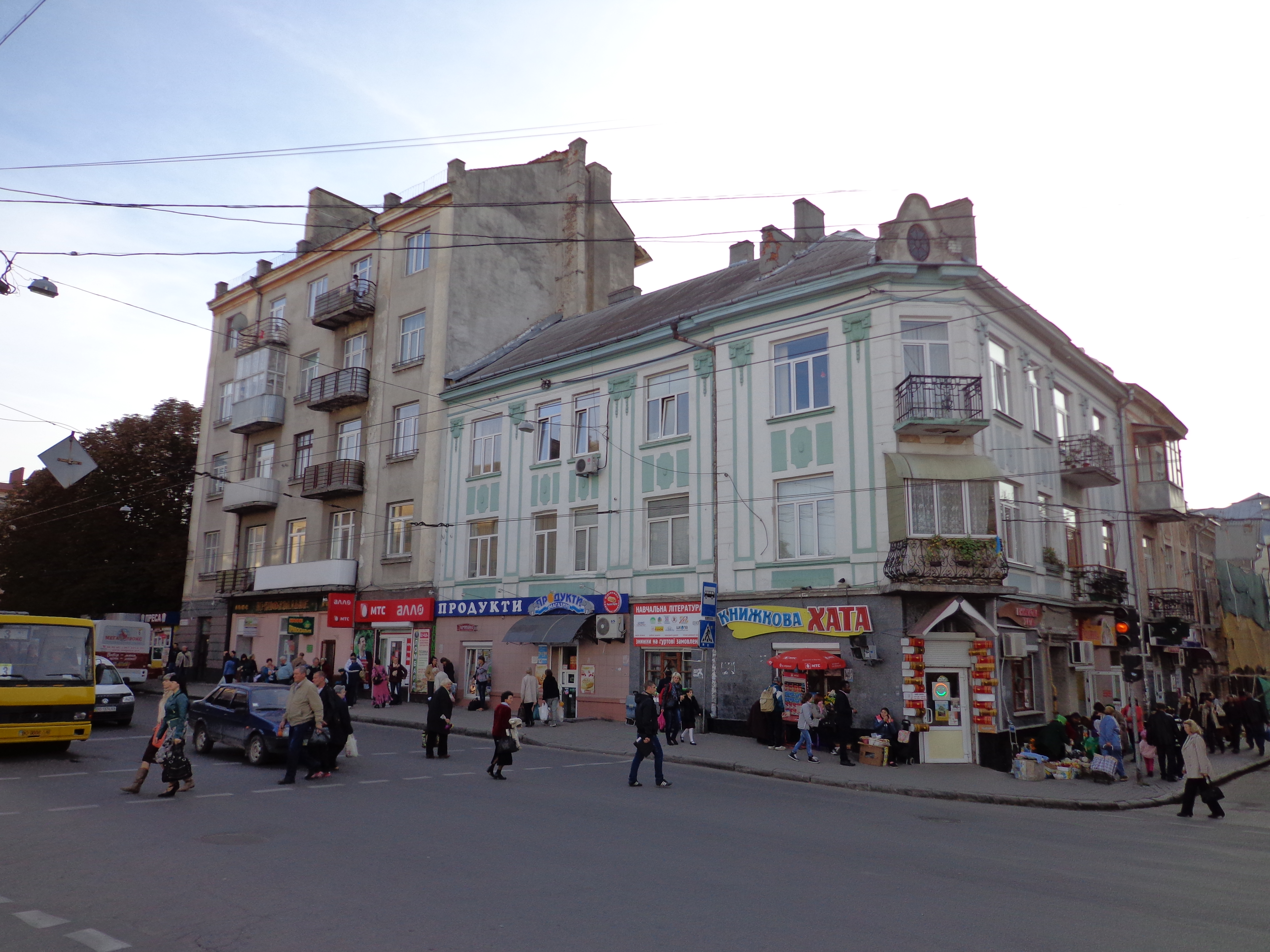
Вул. Б. Хмельницького, 17
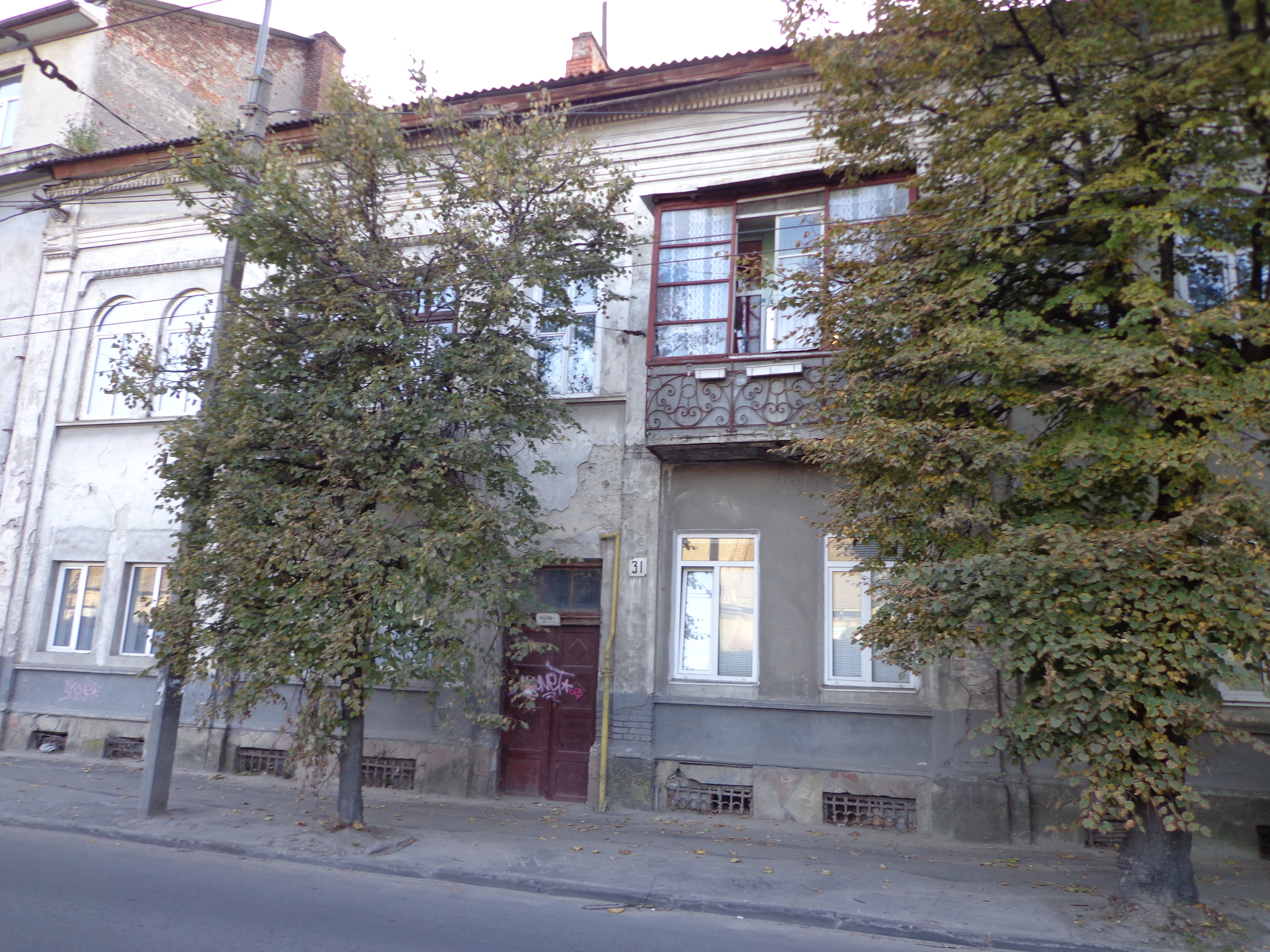
Вул. Б. Хмельницького, 31
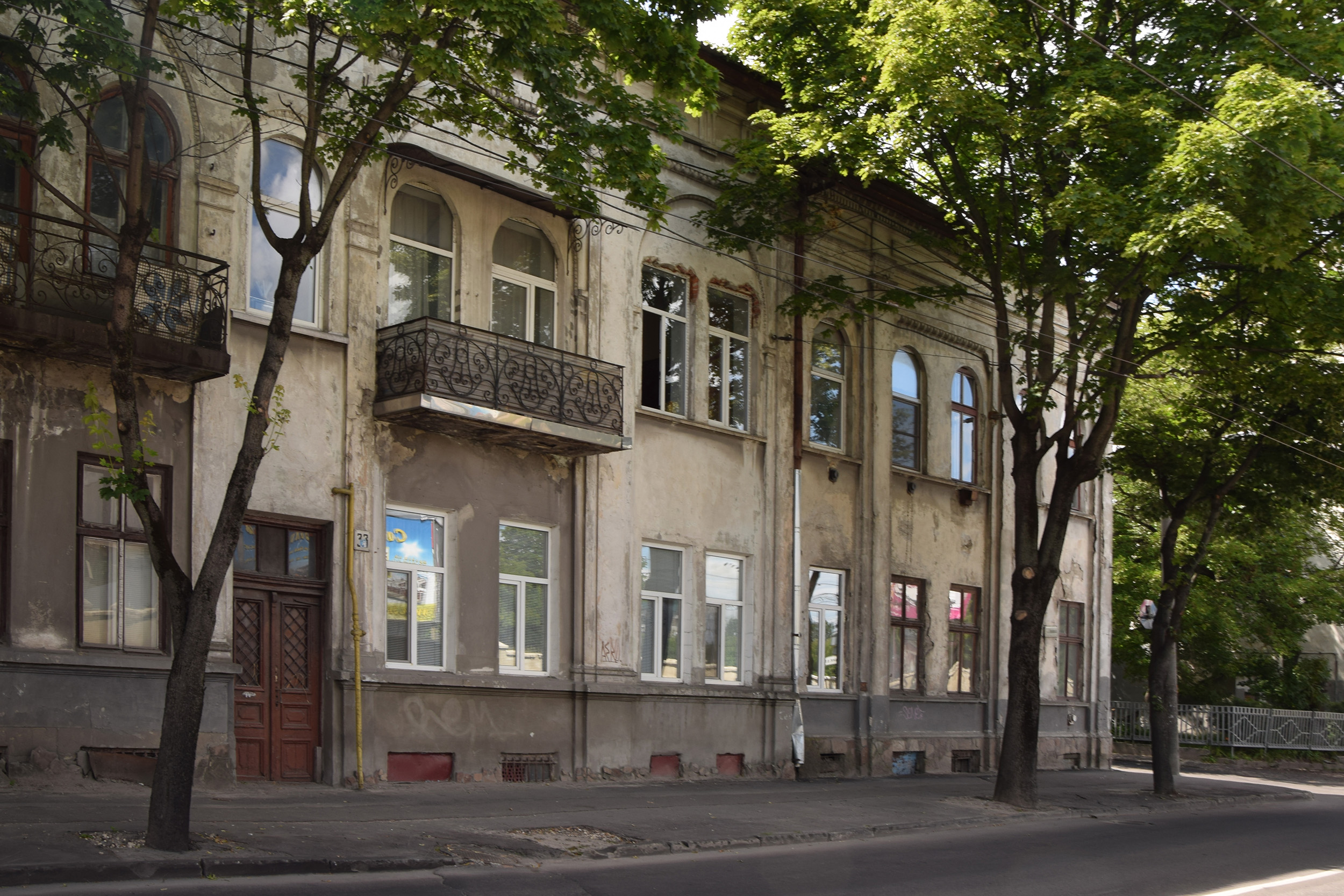
Вул. Б. Хмельницького, 33
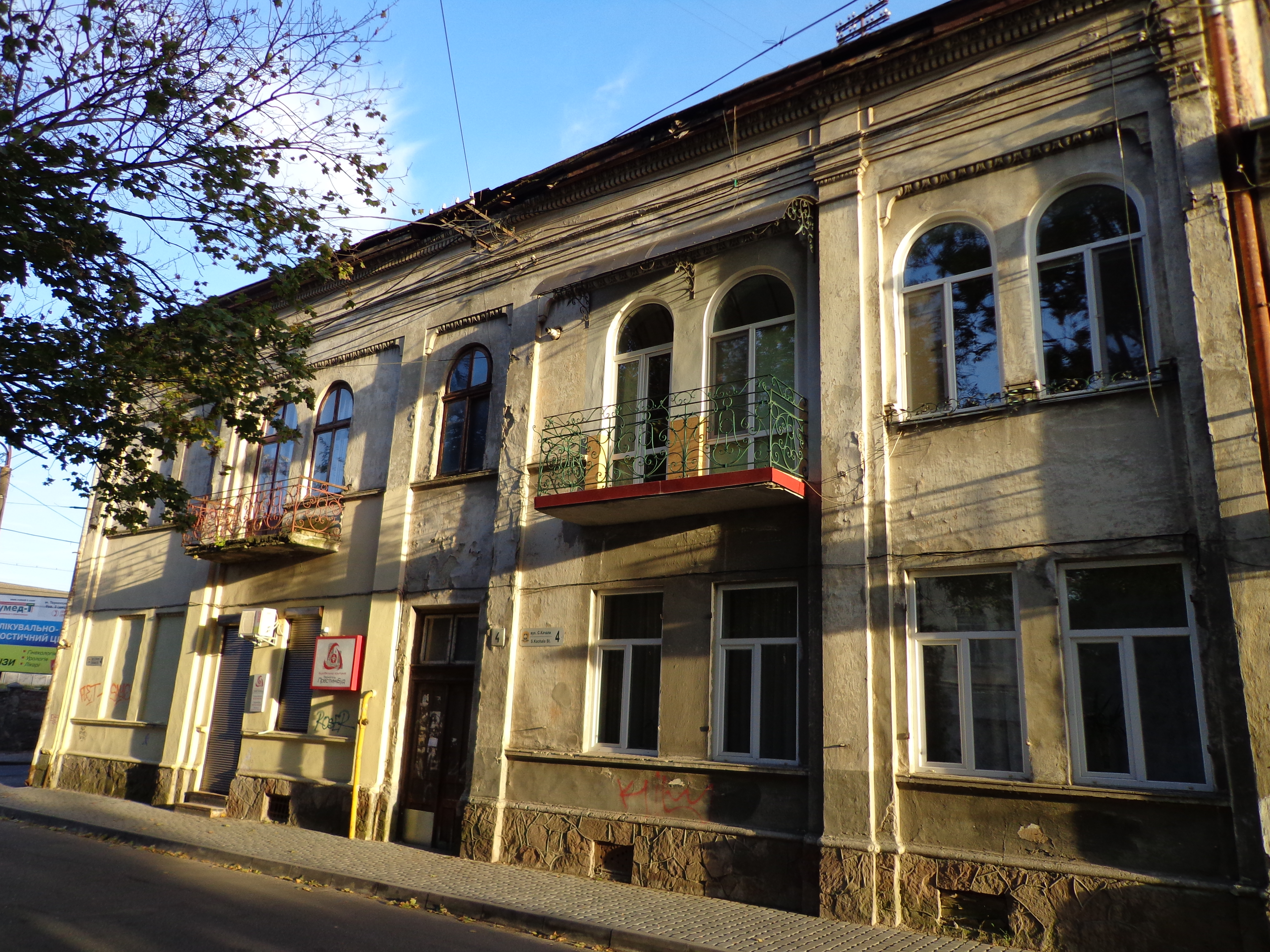
Вул. Б. Хмельницького, 33